# Oak Hill (Alabama)
Pour les articles homonymes, voir Oak Hill.
Oak Hill est une municipalité américaine située dans le comté de Wilcox en Alabama.
Selon le recensement de 2010, sa population est de 26 habitants. La municipalité s'étend sur 0,56 milles carrés (1,45 km2).
La localité doit probablement son nom à son environnement : en anglais, « oak » signifie « chêne » et « hill » signifie « colline ». Oak Hill devient une municipalité vers 1940.

## Démographie
| 1940 | 1950 | 1960 | 1970 | 1980 | 1990 | 2000 | 2010 |
| ---- | ---- | ---- | ---- | ---- | ---- | ---- | ---- |
| 159  | 123  | 116  | 86   | 63   | 28   | 37   | 26   |